# Wizards of the Demon Sword
Pour plus de détails, voir Fiche technique et Distribution.
Wizards of the Demon Sword est un film américain réalisé par Fred Olen Ray, sorti en 1991, avec Russ Tamblyn,.

## Synopsis
La fille d’Ulric (Russ Tamblyn) s’unit au guerrier Thane (Blake Bahner) pour lutter contre le maléfique Seigneur Khoura (Lyle Waggoner), qui convoite le couteau d’Aktar.

## Distribution
- Lyle Waggoner : Seigneur Khoura
- Russ Tamblyn : Ulric
- Dan Speaker : Damon[3]
- Blake Bahner : Thane
- Heidi Paine : Malina
- John Henry Richardson : Omar
- Dawn Wildsmith : Selena
- Hoke Howell : le voyant
- Dan Golden : Gorgone
- Lawrence Tierney : le maître des esclaves
- Michael Berryman : brigand #1
- Bill Edwards : brigand #2
- Hank Levy : geôlier
- Heather Wilk : vierge
- Gladys Jennett : mère
- Caryle Waldman : femme serpent
- Melinda Golden : danseuse du ventre
- Don Dowe : Assistant esclavagiste[4]

## Production
Fred Olen Ray dit que le film trouve son origine dans des décors laissés par Le Masque de la mort rouge, de Roger Corman. Les décors allaient être démolis, alors Ray a décidé de les réutiliser pour un film. Un scénario a été écrit, des acteurs engagés (dont Russ Tamblyn) et Ray a tourné deux jours d’un film d’épée et de sorcellerie, Wizards of the Demon Sword. Il a ensuite planifié le tournage du reste du film. Ils n’ont eu besoin que de quatre jours et il leur restait cinq jours d’utilisation de l’équipement de prise de vues. Ray a donc décidé de faire un autre film, Bad Girls from Mars.
Dan Golden a réécrit le scénario d’un autre scénariste

## Réception critique
Selon Ray, Demon Sword « a échoué financièrement » en partie parce que le film s’est retrouvé à Troma qui l’a « arnaqué ».
Wizards of the Demon Sword recueille un score d’audience de 8% sur Rotten Tomatoes.